# عمالة إنزكان أيت ملول
عمالة إنزكان أيت ملول (بالأمازيغية: ⵜⴰⵎⴱⵏⴰⴹⵜ ⵏ ⵉⵏⵣⴳⴳⴰⵏ ⴰⵢⵜ ⵎⵍⵍⵓⵍ، نطق: تامبناضت ن انزݣان أيت ملّول) هي إحدى العمالات المغربية، تنتمي لجهة سوس ماسة وتقع وسط غربي البلاد في الجنوب الغربي للأطلس الكبير، قرب مدينة أكادير.

## التقسيم الإداري
يضم الإقليم 6 جماعات، 4 حضرية وهي: الدشيرة الجهادية - أيت ملول – إنزكان − القليعة، و جماعتين (2) قرويتين: التمسية - أولاد داحو. يحدها شمالا عمالة أكادير إداوتنان وجنوبا إقليم شتوكة أيت باها وشرقا إقليم تارودانت وغربا المحيط الأطلسي.

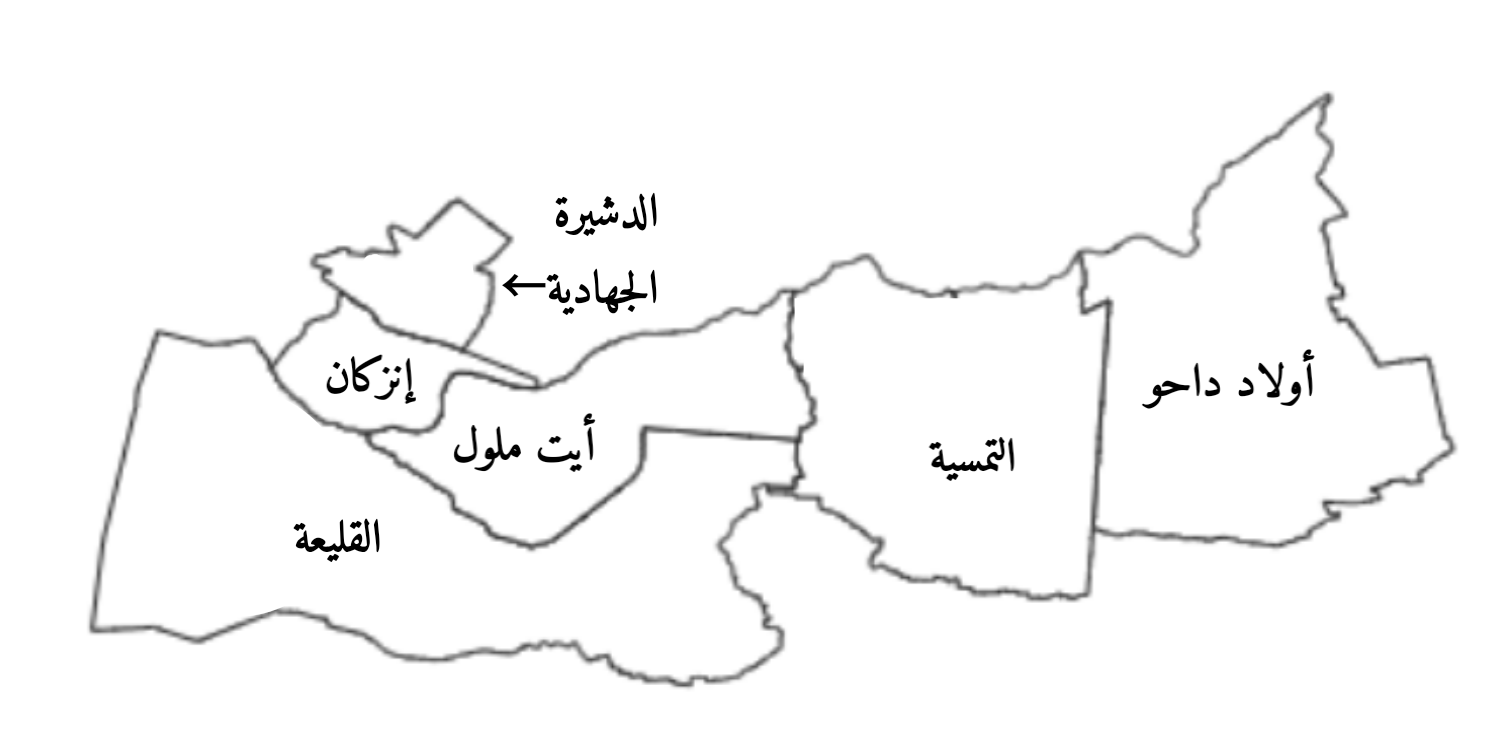
خريطة التقسيمات الإدارية لعمالة إنزكان أيت ملول

| الاسم            | الرمز الجغرافي | النوع       | عدد الأسر (2014) | عدد السكان (2014) | معدل النمو المتوسط السنوي (2004-2014) | معدل حجم الاسر (2014) | ملاحظات                                                                         |
| ---------------- | -------------- | ----------- | ---------------- | ----------------- | ------------------------------------- | --------------------- | ------------------------------------------------------------------------------- |
| أيت ملول         | 273.01.05.     | جماعة حضرية | 39.697           | 171.847           | 2,8                                   | 4,3                   |                                                                                 |
| الدشيرة الجهادية | 273.01.13.     | جماعة حضرية | 24.528           | 100.336           | 1,2                                   | 4,1                   |                                                                                 |
| إنزكان           | 273.01.15.     | جماعة حضرية | 29.723           | 130.333           | 1,5                                   | 4,4                   |                                                                                 |
| القليعة          | 273.05.17.     | جماعة حضرية | 18.127           | 83.235            | 5,7                                   | 4,6                   |                                                                                 |
| أولاد داحو       | 273.05.19.     | جماعة قروية | 3.169            | 14.587            | 1,2                                   | 4,6                   |                                                                                 |
| التمسية          | 273.05.27.     | جماعة قروية | 9.096            | 40.780            | 4,5                                   | 4,5                   | 27,955 يعيشون في المدينة، ويُسمى مركز التمسية؛ 12,825 يعيشون في المناطق القروية. |

## السكان
يقدر عدد سكان العمالة حسب الإحصاء الوطني للسكان والسكنى لسنة 2014 ب 504.121 نسمة٬ وتعتبر أكبر زيادة إجمالية للسكان على صعيد جهة سوس ماسة بنسبة % 22,5.
تشكل ساكنة العمالة %34 من السكان الحضريين للجهة كما تسجل أعلى نسبة نمو ديموغرافي سنوي بها بنسبة %2,6 (%1,4 جهويا) و (%1,2 وطنيا).
تبلغ نسبة التمدن بالعمالة %95 وهي أعلى نسبة على مستوى جهة سوس ماسة، وتعرف العمالة أيضا أعلى كثافة سكانية على المستوى الجهوي بمعدل 1847 نسمة/ كلم2 ٬ ويصل في مدينة انزكان إلى 9310 نسمة / كلم2 والى 11.148 نسمة/ كلم2 بالدشيرة الجهادية.
| الجماعة          | عدد السكان (2 سبتمبر 1994) | عدد السكان (2 سبتمبر 2004) | عدد السكان (2 سبتمبر 2014) |
| ---------------- | -------------------------- | -------------------------- | -------------------------- |
| إنزكان           | 92.485                     | 112.753                    | 130.333                    |
| أيت ملول         | 82.764                     | 130.370                    | 171.847                    |
| الدشيرة الجهادية | 72.182                     | 89.367                     | 100.336                    |
| القليعة          | 17.917                     | 47.837                     | 83.235                     |
| التمسية          | 15.756                     | 26.385                     | 40.780                     |
| أولاد دحو        | 11.276                     | 12.902                     | 14.587                     |

## الطبيعة والمناخ
تتميز عمالة إنزكان أيت ملول بمناخ معتدل على العموم، وشبه جاف في بعض الأحيان وتخضع لتأثيرات المحيط الأطلسي، كما أن موقعها جنوب الأطلس الكبير يحد بشكل ملحوظ من تسرب الرياح الرطبة الشمالية المحملة بالأمطار، كما تتعرض للتيارات الجنوبية والرياح الصحراوية المعروفة بجفافها وتأثيرها على قارية المناخ وارتفاع الحرارة.
أما تضاريس المنطقة فهي عبارة عن سهل فيضي لا يتجاوز ارتفاعه 23 متر بينما تصل أدنى نقطة منخفظة منه 8 أمتار على مستوى سطح البحر مما يعرض المنطقة لفيضانات أثناء سقوط الأمطار الغزيرة.
وبالنسبة للمجال الغابوي فتوجد غابة أدمين في الجزء الشمالي من سهل سوس وتمتد بين إقليمي إنزكان أيت ملول وشتوكة أيت باها تتشكل في أغلبها من غابات طبيعية لأركان التي تلعب دورا إيكولوجيا هاما من خلال كونها حاجزا طبيعيا أمام التصحر ومختلف أشكال التعرية كما تلعب دورا أساسيا على المستوى الإجتماعي والفلاحي والرعوي، وتعتبر شجرة الأركان بسوس رمز هوية الجهة وانتماء يعتز بها الجميع.

## وضعية قطاع التعمير
عرفت عمالة انزكان أيت ملول والمناطق المجاورة لها خلال الفترة الممتدة ما بين 1989 و1996 حركة عمرانية سريعة وتعرضت بعض الأحياء لما يعرف بظاهرة البناء غير القانوني نتيجة عوامل مختلفة يمكن تلخيصها في الاتي:
- نزوح بعض القبائل المجاورة نتيجة توالي سنوات الجفاف وكذا النمو الديموغرافي الذي عرفته البلاد.
- تزايد عدد السكان الباحثين عن امتلاك مسكن دون مراعاة الشروط والمستلزمات الضرورية للحياة الآمنة والسليمة.
- تجزئة الأراضي بطرق غير قانونية وانعدام التجهيزات الأساسية بها
- تقاعس المكلفين بالمراقبة والزجر وغياب العرض السكني منخفض التكلفة.

وقد نتج عن هذه الظاهرة انعكاسات مست المنظر العام كما ساعدت على خلق مناطق للسكن غير القانوني تضم حوالي 21.755 أسرة حسب إحصاء 2001 على مساحة تقدر ب 878.70 هكتار إضافة إلى مجموعة من دور الصفيح بمناطق متفرقة إذ تمثل الأحياء الهامشية والسكن غير اللائق ما معدله32% من الساكنة الإجمالية بالعمالة وهو رقم مخيف، وقد قامت مصالح العمالة بتنسيق مع وزارة الإسكان والتعمير بإجراءات إعادة الإيواء وهيكلة الأحياء غير المجهزة إلا أنها بقيت خجولة.
وبالنسبة لتصاميم التهيأة فقد صودق على جل تصاميم الجماعات التابعة للعمالة باستثناء تصميم تهيأة بلدية أيت ملول الذي لا زال قيد الدراسة.

## الإقتصاد
تتوفر عمالة إنزكان أيت ملول على قطب اقتصادي مهم، يتمثل أساسا في الأسواق المهمة التي به، سوق السبت – سوق الثلاثاء – سوق الجملة – سوق للخضر والفواكه – سوق الطماطم – سوق السمك بالجملة، ويتوفر أيضا على ضيعات فلاحية عصرية ومساحات مهمة صالحة للزراعة تساهم في تقوية اقتصاد العمالة.

### التجارة
تشكل عمالة إنزكان أيت ملول قطبا تجاريا كبيرا في جنوب المملكة بفضل موقعها الجغرافي الذي جعل منها ملتقى للمبادلات التجارية، حيث تشكل المركز الرئيسي لتموين أسواق العمالات والأقاليم المجاورة سواء بالنسبة للمواد المصنعة أو الغذائية نظرا لتواجد سوق للخضر والفواكه بالجملة الذي يعتبر من أهم الأسواق بالمملكة وهو يتمركز وسط مدينة انزكان على مساحة تقدر 7 هكتار ويسوق ما بين 100.000 طن و300.000 طن من الخضر والفواكه سنويا. من جهة أخرى تتواجد بمجموع تراب العمالة مراكز تجارية وأسواق يومية تشغل يد عاملة مهمة بالمنطقة.

### الفلاحة
يحتل القطاع الفلاحي على صعيد عمالة انزكان أيت ملول مكانة مرموقة حيث يلعب دورا مهما على المستوى الجهوي والوطني في الجانب التمويني والإنتاجي والتسويقي وتضم هذه العمالة ضيعات فلاحية عصرية تستخدم أحدث التقنيات في مجال السقي والتسميد وإدارة المزروعات.وتمتد المساحة الصالحة للزراعة بالعمالة إلى ما يناهز 29.300 هكتار تشكل فيها زراعة الحبوب البورية 2895 هكتار في حين يخصص جزء كبير من هذه المساحة لزراعة الحوامض والبواكر.
ومن الناحية الإنتاجية على صعيد جهة سوس ماسة، تساهم العمالة ب 4% من الفواكه والخضر و9% البواكر و8% من إنتاج الموز و4% من الفواكه والخضر المصدرة للخارج و9% من البواكر المصدرة.
أما فيما يخص الإنتاج الحيواني فيتشكل القطيع الحيواني بالعمالة من 7.100 رأس للأبقار 11.000 رأس للأغنام و4.700 رأس للمعز و1130 رأس للجمال ويبلغ قطيع الدواجن حوالي 800.000 طائر تتم تربية ما يناهز 90% منها بطرق عصرية، ويزود هذا القطيع الحيواني الأسواق بما يقدر بـ 2030 طن من اللحوم منها 463 من اللحوم الحمراء و1567 طن من اللحوم البيضاء، ويبلغ إنتاج الحليب 7.4 مليون لتر منها حوالي 6.3 مليون لتر.

### الصناعة
تتميز الوضعية الاقتصادية للعمالة بنسيج صناعي مهم يتكون من 650 وحدة صناعية نشيطة تشغل زهاء 25.000 من اليد العاملة موزعة على المنطقتين الصناعيتين لتاسيلا وأيت ملول في مساحة تقدر ب 594 هكتار، ما جعلها تحتل مكانة بارزة على الصعيدين الجهوي والوطني. تنشط هذه الوحدات الصناعية في مجالات متعددة كالصناعة الغذائية الفلاحية، إنتاج وتسويق علف البهائم والدواجن، إنتاج علب تصبير الأسماك، إنتاج مواد البناء، الصناعة الكهربائية.